# Deuxième circonscription de l'Aude
La deuxième circonscription de l'Aude est l'une des 3 circonscriptions législatives françaises que compte le département de l'Aude (11) situé en région Occitanie.

## Description géographique et démographique

### De 1958 à 1986
La deuxième circonscription de l'Aude était composée de :
- Canton de Coursan
- Canton de Durban-Corbières
- Canton de Ginestas
- Canton de Lézignan-Corbières
- Canton de Narbonne
- Canton de Sigean
- Canton de Tuchan

### Depuis 1988
La deuxième circonscription de l'Aude est délimitée par le découpage électoral de la loi n°86-1197 du 24 novembre 1986
, elle regroupe les divisions administratives suivantes : 
- Canton de Coursan,
- Canton de Durban-Corbières,
- Canton de Ginestas,
- Canton de Lézignan-Corbières,
- Canton de Narbonne-Est,
- Canton de Narbonne-Ouest,
- Canton de Narbonne-Sud,
- Canton de Sigean,
- Canton de Tuchan.

Un nouveau découpage des circonscriptions législatives de France a été établi par les deux ordonnances du 29 juillet 2009, ratifiées par les deux Chambres les 19 et 21 janvier 2010, validées par le Conseil constitutionnel le 18 février 2010, et publiées au J.O. le 23 février. La nouvelle carte électorale est entrée en application depuis les élections législatives de 2012.
Avec ce redécoupage, la deuxième circonscription perd les cantons de Durban-Corbières, Ginestas, Lézignan-Corbières et de Tuchan.
La deuxième circonscription de l'Aude regroupe tout l'est du département, incluant l'ensemble de sa façade méditerranéenne. Elle est centrée autour de la ville de Narbonne.
D'après le recensement général de la population en 2022, réalisé par l'Institut national de la statistique et des études économiques (INSEE), la population totale de cette circonscription est estimée à 118216 habitants,.

| Nom                     | Code Insee | Intercommunalité                               | Superficie (km2) | Population (dernière pop. légale) | Densité (hab./km2) |
| ----------------------- | ---------- | ---------------------------------------------- | ---------------- | --------------------------------- | ------------------ |
| Armissan                | 11014      | CA Grand Narbonne                              | 12,51            | 1 474 (2022)                      | 118                |
| Bages                   | 11024      | CA Grand Narbonne                              | 12,53            | 750 (2022)                        | 60                 |
| Bizanet                 | 11040      | CA Grand Narbonne                              | 37,09            | 1 749 (2022)                      | 47                 |
| Canet                   | 11067      | CC Région Lézignanaise, Corbières et Minervois | 14,04            | 1 853 (2022)                      | 132                |
| Caves                   | 11086      | CA Grand Narbonne                              | 9,13             | 879 (2022)                        | 96                 |
| Coursan                 | 11106      | CA Grand Narbonne                              | 24,61            | 5 762 (2022)                      | 234                |
| Cuxac-d'Aude            | 11116      | CA Grand Narbonne                              | 21,54            | 4 070 (2022)                      | 189                |
| Feuilla                 | 11143      | CC Corbières Salanque Méditerranée             | 24,12            | 107 (2022)                        | 4,4                |
| Fitou                   | 11144      | CC Corbières Salanque Méditerranée             | 30,25            | 1 147 (2022)                      | 38                 |
| Fleury                  | 11145      | CA Grand Narbonne                              | 51,27            | 4 071 (2022)                      | 79                 |
| Gruissan                | 11170      | CA Grand Narbonne                              | 43,65            | 5 068 (2022)                      | 116                |
| La Palme                | 11188      | CA Grand Narbonne                              | 27,47            | 1 889 (2022)                      | 69                 |
| Leucate                 | 11202      | CA Grand Narbonne                              | 23,55            | 4 531 (2022)                      | 192                |
| Marcorignan             | 11217      | CA Grand Narbonne                              | 5,64             | 1 318 (2022)                      | 234                |
| Montredon-des-Corbières | 11255      | CA Grand Narbonne                              | 17,15            | 1 477 (2022)                      | 86                 |
| Moussan                 | 11258      | CA Grand Narbonne                              | 14,88            | 2 079 (2022)                      | 140                |
| Narbonne                | 11262      | CA Grand Narbonne                              | 172,96           | 56 692 (2022)                     | 328                |
| Névian                  | 11264      | CA Grand Narbonne                              | 14,25            | 1 283 (2022)                      | 90                 |
| Peyriac-de-Mer          | 11285      | CA Grand Narbonne                              | 26,92            | 1 191 (2022)                      | 44                 |
| Port-la-Nouvelle        | 11266      | CA Grand Narbonne                              | 28,55            | 5 882 (2022)                      | 206                |
| Portel-des-Corbières    | 11295      | CA Grand Narbonne                              | 35,1             | 1 288 (2022)                      | 37                 |
| Raissac-d'Aude          | 11307      | CA Grand Narbonne                              | 5,93             | 234 (2022)                        | 39                 |
| Roquefort-des-Corbières | 11322      | CA Grand Narbonne                              | 45,44            | 1 021 (2022)                      | 22                 |
| Salles-d'Aude           | 11370      | CA Grand Narbonne                              | 18,15            | 3 280 (2022)                      | 181                |
| Sigean                  | 11379      | CA Grand Narbonne                              | 35,35            | 5 620 (2022)                      | 159                |
| Treilles                | 11398      | CA Grand Narbonne                              | 12,42            | 263 (2022)                        | 21                 |
| Villedaigne             | 11421      | CA Grand Narbonne                              | 2,49             | 573 (2022)                        | 230                |
| Vinassan                | 11441      | CA Grand Narbonne                              | 8,96             | 2 665 (2022)                      | 297                |

## Historique des députations
| Législature | Début de mandat | Fin de mandat  | Député             | Parti politique | Observations |
| ----------- | --------------- | -------------- | ------------------ | --------------- | --- |
| Ire         | 9 décembre 1958 | 9 octobre 1962 | Francis Vals       | SFIO            | Mandat écourté à la suite d'une dissolution parlementaire décidée par Charles de Gaulle.                           |
| IIe         | 6 décembre 1962 | 2 avril 1967   | Francis Vals       | SFIO            | |
| IIIe        | 3 avril 1967    | 30 mai 1968    | Francis Vals       | FGDS            | Mandat écourté à la suite d'une dissolution parlementaire décidée par Charles de Gaulle.                           |
| IVe         | 11 juillet 1968 | 1er avril 1973 | Francis Vals       | PS              | |
| Ve          | 2 avril 1973    | 2 avril 1978   | Francis Vals       | PS              | Président du Conseil régional du Languedoc-Roussillon                                                              |
| VIe         | 3 avril 1978    | 22 mai 1981    | Pierre Guidoni     | PS              | Mandat écourté à la suite d'une dissolution parlementaire décidée par François Mitterrand.                         |
| VIIe        | 2 juillet 1981  | 1er avril 1986 | Pierre Guidoni     | PS              | Remplacé par Régis Barailla le 28 juillet 1983 pour mission prolongée.                                             |
| IXe         | 23 juin 1988    | 1er avril 1993 | Régis Barailla,    | PS,             | Maire de Durban-Corbières                                                                                          |
| Xe          | 2 avril 1993    | 21 avril 1997  | Alain Madalle,     | RPR,            | Adjoint au Maire de Narbonne Mandat écourté à la suite d'une dissolution parlementaire décidée par Jacques Chirac. |
| XIe         | 12 juin 1997    | 18 juin 2002   | Jacques Bascou,    | PS,             | |
| XIIe        | 19 juin 2002    | 19 juin 2007   | Jacques Bascou,    | PS,             | |
| XIIIe       | 20 juin 2007    | 19 juin 2012   | Jacques Bascou,    | PS,             | Maire de Narbonne (depuis 2008)                                                                                    |
| XIVe        | 20 juin 2012    | 20 juin 2017   | Marie-Hélène Fabre | PS              | |
| XVe         | 21 juin 2017    | 21 juin 2022   | Alain Péréa        | LREM            | |
| XVIe        | 22 juin 2022    | 9 juin 2024    | Frédéric Falcon    | RN              | Mandat écourté à la suite d'une dissolution parlementaire décidée par Emmanuel Macron.                             |

## Historique des élections

### Élections de 1958
| Candidat       | Candidat         | Parti          | Premier tour | Premier tour | Second tour | Second tour |  |
| Candidat       | Candidat         | Parti          | Voix         | %            | Voix        | %           |  |
| -------------- | ---------------- | -------------- | ------------ | ------------ | ----------- | ----------- |  |
|                | Francis Vals élu | SFIO           | 14 147       | 33,13        | 19 361      | 43,66       |  |
|                | Yvonne Cerny     | PCF            | 8 646        | 20,25        | 10 861      | 24,49       |  |
|                | Francis Bourdin  | Radsoc         | 6 924        | 16,21        | 9 173       | 20,69       |  |
|                | Pierre Granger   | UNR            | 6 400        | 14,99        | 4 947       | 11,16       |  |
|                | Aimé Huc         | PSA            | 5 297        | 12,4         | Retrait     | Retrait     |  |
|                | François Roig    | UFF            | 1 291        | 3,02         |             |             |  |
|                |                  |                |              |              |             |             |  |
| Inscrits       | Inscrits         | Inscrits       | 61 261       | 100,00       | 61 273      | 100,00      |  |
| Abstentions    | Abstentions      | Abstentions    | 17 377       | 28,37        | 15 804      | 25,79       |  |
| Votants        | Votants          | Votants        | 43 884       | 71,63        | 45 469      | 74,21       |  |
| Blancs et nuls | Blancs et nuls   | Blancs et nuls | 1 179        | 2,69         | 1 127       | 2,48        |  |
| Exprimés       | Exprimés         | Exprimés       | 42 705       | 97,31        | 44 342      | 97,52       |  |

Le suppléant de Francis Vals était Marius Raynaud, conseiller général du canton de Coursan, maire de Cuxac-d'Aude.

### Élections de 1962
| Candidat       | Candidat                   | Parti          | Premier tour | Premier tour | Second tour | Second tour |  |
| Candidat       | Candidat                   | Parti          | Voix         | %            | Voix        | %           |  |
| -------------- | -------------------------- | -------------- | ------------ | ------------ | ----------- | ----------- |  |
|                | Francis Vals sortant réélu | SFIO           | 20 238       | 48,87        | 30 648      | 75,33       |  |
|                | Pierre Granger             | UNR-UDT        | 8 976        | 21,67        | 10 038      | 24,67       |  |
|                | Yvonne Cerny               | PCF            | 8 862        | 21,4         | Retrait     | Retrait     |  |
|                | Aimé Huc                   | PSU            | 3 338        | 8,06         | Retrait     | Retrait     |  |
|                |                            |                |              |              |             |             |  |
| Inscrits       | Inscrits                   | Inscrits       | 61 669       | 100,00       | 61 642      | 100,00      |  |
| Abstentions    | Abstentions                | Abstentions    | 18 398       | 29,83        | 18 716      | 30,36       |  |
| Votants        | Votants                    | Votants        | 43 271       | 70,17        | 42 926      | 69,64       |  |
| Blancs et nuls | Blancs et nuls             | Blancs et nuls | 1 857        | 4,29         | 2 240       | 5,22        |  |
| Exprimés       | Exprimés                   | Exprimés       | 41 414       | 95,71        | 40 686      | 94,78       |  |

Le suppléant de Francis Vals était René Sirven, conseiller général du canton de Tuchan, maire de Paziols.

### Élections de 1967
| Candidat       | Candidat                   | Parti          | Premier tour | Premier tour | Second tour | Second tour |  |
| Candidat       | Candidat                   | Parti          | Voix         | %            | Voix        | %           |  |
| -------------- | -------------------------- | -------------- | ------------ | ------------ | ----------- | ----------- |  |
|                | Francis Vals sortant réélu | SFIO (FGDS)    | 25 493       | 49,81        | 37 452      | 76,67       |  |
|                | René Fabrégat              | PCF            | 11 920       | 23,29        | Retrait     | Retrait     |  |
|                | Pierre Granger             | UD-Ve          | 9 233        | 18,04        | 11 398      | 23,33       |  |
|                | Jean Sabiani               | CD (PDM)       | 4 537        | 8,86         |             |             |  |
|                |                            |                |              |              |             |             |  |
| Inscrits       | Inscrits                   | Inscrits       | 63 899       | 100,00       | 63 875      | 100,00      |  |
| Abstentions    | Abstentions                | Abstentions    | 11 226       | 17,57        | 12 482      | 19,54       |  |
| Votants        | Votants                    | Votants        | 52 673       | 82,43        | 51 393      | 80,46       |  |
| Blancs et nuls | Blancs et nuls             | Blancs et nuls | 1 490        | 2,83         | 2 543       | 4,95        |  |
| Exprimés       | Exprimés                   | Exprimés       | 51 183       | 97,17        | 48 850      | 95,05       |  |

Le suppléant de Francis Vals était le Docteur Georges Arcis, adjoint au maire de Narbonne.

### Élections de 1968
| Candidat       | Candidat                   | Parti          | Premier tour | Premier tour | Second tour | Second tour |  |
| Candidat       | Candidat                   | Parti          | Voix         | %            | Voix        | %           |  |
| -------------- | -------------------------- | -------------- | ------------ | ------------ | ----------- | ----------- |  |
|                | Francis Vals sortant réélu | SFIO (FGDS)    | 19 253       | 37,21        | 29 363      | 59,57       |  |
|                | René Fabrégat              | UDR (URP)      | 10 502       | 20,3         | Retrait     | Retrait     |  |
|                | André Castéra              | Modérés        | 10 337       | 19,98        | 19 929      | 40,43       |  |
|                | Jacques Slacik             | PCF            | 10 113       | 19,55        | Retrait     | Retrait     |  |
|                | Paul Maffre                | PSU            | 1 534        | 2,96         |             |             |  |
|                |                            |                |              |              |             |             |  |
| Inscrits       | Inscrits                   | Inscrits       | 63 659       | 100,00       | 63 644      | 100,00      |  |
| Abstentions    | Abstentions                | Abstentions    | 11 048       | 17,35        | 12 741      | 20,02       |  |
| Votants        | Votants                    | Votants        | 52 611       | 82,65        | 50 903      | 79,98       |  |
| Blancs et nuls | Blancs et nuls             | Blancs et nuls | 872          | 1,66         | 1 611       | 3,16        |  |
| Exprimés       | Exprimés                   | Exprimés       | 51 739       | 98,34        | 49 292      | 96,84       |  |

Le suppléant de Francis Vals était Georges Arcis.

### Élections de 1973
| Candidat       | Candidat                   | Parti          | Premier tour | Premier tour | Second tour | Second tour |  |
| Candidat       | Candidat                   | Parti          | Voix         | %            | Voix        | %           |  |
| -------------- | -------------------------- | -------------- | ------------ | ------------ | ----------- | ----------- |  |
|                | Francis Vals sortant réélu | PS (UGSD)      | 19 582       | 36,67        | 34 552      | 62,89       |  |
|                | Gaston Heurley             | UDR (URP)      | 14 874       | 27,85        | 20 390      | 37,11       |  |
|                | Jacques Slacik             | PCF            | 13 586       | 25,44        | Retrait     | Retrait     |  |
|                | Jean Ségura                | RI             | 3 283        | 6,15         |             |             |  |
|                | Claude Dubeau              | PSU            | 1 188        | 2,22         |             |             |  |
|                | Michel Balat               | LCR            | 886          | 1,66         |             |             |  |
|                |                            |                |              |              |             |             |  |
| Inscrits       | Inscrits                   | Inscrits       | 63 659       | 100,00       | 63 644      | 100,00      |  |
| Abstentions    | Abstentions                | Abstentions    | 11 048       | 17,35        | 12 741      | 20,02       |  |
| Votants        | Votants                    | Votants        | 52 611       | 82,65        | 50 903      | 79,98       |  |
| Blancs et nuls | Blancs et nuls             | Blancs et nuls | 872          | 1,66         | 1 611       | 3,16        |  |
| Exprimés       | Exprimés                   | Exprimés       | 51 739       | 98,34        | 49 292      | 96,84       |  |

Le suppléant de Francis Vals était Jean Antagnac, Inspecteur central du Trésor. Jean Antagnac remplaça Francis Vals, décédé, du 28 juin 1974 au 2 avril 1978.

### Élections de 1978
| Candidat       | Candidat                 | Parti          | Premier tour | Premier tour | Second tour | Second tour |  |
| Candidat       | Candidat                 | Parti          | Voix         | %            | Voix        | %           |  |
| -------------- | ------------------------ | -------------- | ------------ | ------------ | ----------- | ----------- |  |
|                | Pierre Guidoni élu       | PS             | 18 625       | 30           | 40 445      | 100,00      |  |
|                | Jacques Slacik           | PCF            | 17 499       | 28,18        | Retrait     | Retrait     |  |
|                | Lionel Itart-Longueville | UDF            | 9 051        | 14,58        |             |             |  |
|                | Jean Halleur             | RPR            | 8 751        | 14,09        |             |             |  |
|                | Jean Antagnac sortant    | diss. PS       | 4 861        | 7,83         |             |             |  |
|                | Janette Brutelle-Duba    | PSD            | 1 219        | 1,96         |             |             |  |
|                | Gérard Caral-Villa       | MRG            | 952          | 1,53         |             |             |  |
|                | Martine Brunel-Nicol     | LCR            | 573          | 0,92         |             |             |  |
|                | Michel Laserge           | LO             | 558          | 0,9          |             |             |  |
|                |                          |                |              |              |             |             |  |
| Inscrits       | Inscrits                 | Inscrits       | 74 458       | 100,00       | 74 445      | 100,00      |  |
| Abstentions    | Abstentions              | Abstentions    | 10 857       | 14,58        | 16 328      | 21,93       |  |
| Votants        | Votants                  | Votants        | 63 601       | 85,42        | 58 117      | 78,07       |  |
| Blancs et nuls | Blancs et nuls           | Blancs et nuls | 1 512        | 2,38         | 17 672      | 30,41       |  |
| Exprimés       | Exprimés                 | Exprimés       | 62 089       | 97,62        | 40 445      | 69,59       |  |

Le suppléant de Pierre Guidoni était Régis Barailla, viticulteur, maire de Durban-Corbières, membre du Comité directeur du PS.

### Élections de 1981
|                | Pierre Guidoni sortant réélu | PS             | 27 905 | 50,12  |  |  |  |
|                | Jacques Slacik               | PCF            | 12 860 | 23,10  |  |  |  |
|                | Christiane Bros              | UDF (PR)       | 11 974 | 21,51  |  |  |  |
|                | Jean Antagnac                | Divers gauche  | 2 938  | 5,28   |  |  |  |
|                |                              |                |        |        |  |  |  |
| Inscrits       | Inscrits                     | Inscrits       | 77 026 | 100,00 |  |  |  |
| Abstentions    | Abstentions                  | Abstentions    | 20 218 | 26,25  |  |  |  |
| Votants        | Votants                      | Votants        | 56 808 | 73,75  |  |  |  |
| Blancs et nuls | Blancs et nuls               | Blancs et nuls | 1 131  | 1,99   |  |  |  |
| Exprimés       | Exprimés                     | Exprimés       | 55 677 | 98,01  |  |  |  |

Le suppléant de Pierre Guidoni était Régis Barailla. Régis Barailla remplaça Pierre Guidoni, nommé parlementaire en mission, du 27 juillet 1983 au 1er avril 1986.

### Élections de 1988
| Candidat       | Candidat                     | Parti          | Premier tour | Premier tour | Second tour | Second tour |  |
| Candidat       | Candidat                     | Parti          | Voix         | %            | Voix        | %           |  |
| -------------- | ---------------------------- | -------------- | ------------ | ------------ | ----------- | ----------- |  |
|                | Régis Barailla sortant réélu | PS             | 28 022       | 48,97        | 37 461      | 64,65       |  |
|                | Roger Fabry                  | RPR (URC)      | 13 277       | 23,2         | 20 485      | 35,35       |  |
|                | Gérard Chappert              | PCF            | 9 031        | 15,78        |             |             |  |
|                | Yvonne Garnier               | FN             | 6 893        | 12,05        |             |             |  |
|                |                              |                |              |              |             |             |  |
| Inscrits       | Inscrits                     | Inscrits       | 83 987       | 100,00       | 83 961      | 100,00      |  |
| Abstentions    | Abstentions                  | Abstentions    | 25 128       | 29,92        | 22 930      | 27,31       |  |
| Votants        | Votants                      | Votants        | 58 859       | 70,08        | 61 031      | 72,69       |  |
| Blancs et nuls | Blancs et nuls               | Blancs et nuls | 1 636        | 2,78         | 3 085       | 5,05        |  |
| Exprimés       | Exprimés                     | Exprimés       | 57 223       | 97,22        | 57 946      | 94,95       |  |

La suppléante de Régis Barailla était Andrée Mazaury.

### Élections de 1993
| Candidat       | Candidat               | Parti          | Premier tour | Premier tour | Second tour | Second tour |  |
| Candidat       | Candidat               | Parti          | Voix         | %            | Voix        | %           |  |
| -------------- | ---------------------- | -------------- | ------------ | ------------ | ----------- | ----------- |  |
|                | Alain Madalle élu      | RPR (UPF)      | 20 130       | 33,49        | 31 571      | 52,63       |  |
|                | Régis Barailla sortant | PS (ADFP)      | 15 851       | 26,37        | 28 416      | 47,37       |  |
|                | Gérard Chappert        | PCF            | 7 972        | 13,26        |             |             |  |
|                | Yvonne Garnier         | FN             | 7 953        | 13,23        |             |             |  |
|                | Maryse Arditi          | Les Verts (EÉ) | 3 867        | 6,43         |             |             |  |
|                | Paul Dolset            | LT-LNÉ         | 1 732        | 2,88         |             |             |  |
|                | Jean Antagnac          | MDR            | 1 513        | 2,52         |             |             |  |
|                | André Homps            | UDI            | 1 096        | 1,82         |             |             |  |
|                |                        |                |              |              |             |             |  |
| Inscrits       | Inscrits               | Inscrits       | 88 051       | 100,00       | 88 032      | 100,00      |  |
| Abstentions    | Abstentions            | Abstentions    | 24 390       | 27,7         | 22 050      | 25,05       |  |
| Votants        | Votants                | Votants        | 63 661       | 72,3         | 65 982      | 74,95       |  |
| Blancs et nuls | Blancs et nuls         | Blancs et nuls | 3 547        | 5,57         | 5 995       | 9,09        |  |
| Exprimés       | Exprimés               | Exprimés       | 60 114       | 94,43        | 59 987      | 90,91       |  |

La suppléante d'Alain Madalle était Catherine Giacomotto, conseillère municipale de Lézignan-Corbières.

### Élections de 1997
| Candidat       | Candidat              | Parti          | Premier tour | Premier tour | Second tour | Second tour |  |
| Candidat       | Candidat              | Parti          | Voix         | %            | Voix        | %           |  |
| -------------- | --------------------- | -------------- | ------------ | ------------ | ----------- | ----------- |  |
|                | Jacques Bascou élu    | PS             | 20 345       | 32,94        | 38 561      | 61,76       |  |
|                | Alain Madalle sortant | RPR            | 13 291       | 21,52        | 23 872      | 38,24       |  |
|                | Yvonne Garnier        | FN             | 9 756        | 15,8         |             |             |  |
|                | Joseph Perez          | PCF            | 8 654        | 14,01        |             |             |  |
|                | Jean-Michel Feste     | Divers droite  | 2 586        | 4,19         |             |             |  |
|                | Maryse Arditi         | Les Verts      | 2 040        | 3,3          |             |             |  |
|                | Alain Viard           | MDC            | 1 111        | 1,8          |             |             |  |
|                | Michel Sauvain        | MPF (LDI)      | 1 044        | 1,69         |             |             |  |
|                | Daniel Bernard        | GÉ             | 816          | 0,88         |             |             |  |
|                | Stéphane Lecacheur    | LT-LNÉ         | 775          | 1,25         |             |             |  |
|                | Marie-Lise Floutier   | LCR            | 646          | 1,05         |             |             |  |
|                | Sylviane Laviolette   | US4J           | 469          | 0,76         |             |             |  |
|                | Patrick Amouroux      | Extrême droite | 208          | 0,34         |             |             |  |
|                | Guy Drouard           | Divers droite  | 17           | 0,03         |             |             |  |
|                | René Arnold           | Divers droite  | 0            | 0            |             |             |  |
|                |                       |                |              |              |             |             |  |
| Inscrits       | Inscrits              | Inscrits       | 90 153       | 100,00       | 90 135      | 100,00      |  |
| Abstentions    | Abstentions           | Abstentions    | 25 405       | 28,18        | 22 771      | 25,26       |  |
| Votants        | Votants               | Votants        | 64 748       | 71,82        | 67 364      | 74,74       |  |
| Blancs et nuls | Blancs et nuls        | Blancs et nuls | 2 990        | 4,62         | 4 931       | 7,32        |  |
| Exprimés       | Exprimés              | Exprimés       | 61 758       | 95,38        | 62 433      | 92,68       |  |

Le suppléant de Jacques Bascou était Régis Barailla, ancien député (1983-1993).

### Élections de 2002
| Candidat       | Candidat                     | Parti             | Premier tour | Premier tour | Second tour | Second tour |  |
| Candidat       | Candidat                     | Parti             | Voix         | %            | Voix        | %           |  |
| -------------- | ---------------------------- | ----------------- | ------------ | ------------ | ----------- | ----------- |  |
|                | Jacques Bascou sortant réélu | PS                | 24 424       | 37,13        | 34 244      | 55,91       |  |
|                | Michel Py                    | UMP               | 19 582       | 29,77        | 27 009      | 44,09       |  |
|                | Danièle Beaudoin             | FN                | 10 296       | 15,65        |             |             |  |
|                | Christine Sanchez            | PCF               | 3 942        | 5,99         |             |             |  |
|                | Gérard Soulié                | CPNT              | 1 677        | 2,55         |             |             |  |
|                | Marie-Laure Arripe           | Les Verts         | 1 083        | 1,65         |             |             |  |
|                | Agnès Pelletier              | LCR               | 938          | 1,43         |             |             |  |
|                | Marie-Laure Sava             | Extrême droite    | 713          | 1,08         |             |             |  |
|                | André Chauvin                | Divers écologiste | 708          | 1,08         |             |             |  |
|                | Anita Fagès                  | Pôle républicain  | 669          | 1,02         |             |             |  |
|                | Isabelle Germain             | MNR               | 667          | 1,01         |             |             |  |
|                | Dominique Galonnier          | LO                | 648          | 0,99         |             |             |  |
|                | Alain Pottier                | ÉD                | 194          | 0,29         |             |             |  |
|                | Martin Constant              | ND                | 129          | 0,2          |             |             |  |
|                | Philippe Bossa               | GÉ                | 116          | 0,18         |             |             |  |
|                |                              |                   |              |              |             |             |  |
| Inscrits       | Inscrits                     | Inscrits          | 99 726       | 100,00       | 99 717      | 100,00      |  |
| Abstentions    | Abstentions                  | Abstentions       | 32 321       | 32,41        | 34 840      | 34,94       |  |
| Votants        | Votants                      | Votants           | 67 405       | 67,59        | 64 877      | 65,06       |  |
| Blancs et nuls | Blancs et nuls               | Blancs et nuls    | 1 619        | 2,4          | 3 624       | 5,59        |  |
| Exprimés       | Exprimés                     | Exprimés          | 65 786       | 97,6         | 61 253      | 94,41       |  |

La suppléante de Jacques Bascou était Marie-Hélène Fabre, de Narbonne.

### Élections de 2007
| Candidat       | Candidat                     | Parti          | Premier tour | Premier tour | Second tour | Second tour |  |
| Candidat       | Candidat                     | Parti          | Voix         | %            | Voix        | %           |  |
| -------------- | ---------------------------- | -------------- | ------------ | ------------ | ----------- | ----------- |  |
|                | Michel Py                    | UMP            | 27 306       | 39,35        | 33 432      | 46,35       |  |
|                | Jacques Bascou sortant réélu | PS             | 26 098       | 37,61        | 38 701      | 53,65       |  |
|                | Jean-Pierre Nadal            | FN             | 3 524        | 5,08         |             |             |  |
|                | Patric Roux                  | PCF            | 3 292        | 4,74         |             |             |  |
|                | Alain Sohier                 | UDF–MoDem      | 2 969        | 4,28         |             |             |  |
|                | Francis Schroeder            | LCR            | 1 737        | 2,5          |             |             |  |
|                | Fabienne Decaens             | Les Verts      | 1 389        | 2            |             |             |  |
|                | Hélène Escudié               | CPNT           | 1 101        | 1,59         |             |             |  |
|                | Stéphane Imbert              | LT-LNÉ         | 610          | 0,88         |             |             |  |
|                | André Cau                    | MNR            | 438          | 0,63         |             |             |  |
|                | Véronique Kontowicz          | LO             | 353          | 0,51         |             |             |  |
|                | Élise Carpentier             | NC             | 353          | 0,51         |             |             |  |
|                | Yannick Amiard               | PT             | 223          | 0,32         |             |             |  |
|                | Denis Verdier                | Divers         | 0            | 0            |             |             |  |
|                |                              |                |              |              |             |             |  |
| Inscrits       | Inscrits                     | Inscrits       | 110 430      | 100,00       | 110 417     | 100,00      |  |
| Abstentions    | Abstentions                  | Abstentions    | 39 635       | 35,89        | 35 994      | 32,6        |  |
| Votants        | Votants                      | Votants        | 70 795       | 64,11        | 74 423      | 67,4        |  |
| Blancs et nuls | Blancs et nuls               | Blancs et nuls | 1 402        | 1,98         | 2 290       | 3,08        |  |
| Exprimés       | Exprimés                     | Exprimés       | 69 393       | 98,02        | 72 133      | 96,92       |  |

La suppléante de Jacques Bascou était Marie-Hélène Fabre.

### Élections de 2012
| Candidat       | Candidat                  | Parti          | Premier tour | Premier tour | Second tour | Second tour |  |
| Candidat       | Candidat                  | Parti          | Voix         | %            | Voix        | %           |  |
| -------------- | ------------------------- | -------------- | ------------ | ------------ | ----------- | ----------- |  |
|                | Marie-Hélène Fabre élue   | PS             | 13 613       | 26,84        | 26 263      | 56,83       |  |
|                | Michel Py                 | UMP            | 11 738       | 23,14        | 19 953      | 43,17       |  |
|                | Didier Codorniou          | Divers gauche  | 11 100       | 21,89        | Retrait     | Retrait     |  |
|                | Laure-Emmanuelle Philippe | FN (RBM)       | 9 536        | 18,80        |             |             |  |
|                | Jean-Paul Tournissa       | PCF (FG) (MRC) | 2 995        | 5,91         |             |             |  |
|                | Laurence Funès            | PDF            | 373          | 0,74         |             |             |  |
|                | Flora Biendicho           | NC             | 295          | 0,58         |             |             |  |
|                | Patricia Cantegrel        | DLR            | 269          | 0,53         |             |             |  |
|                | Paule Châtain             | GRH-RSD        | 247          | 0,49         |             |             |  |
|                | Laurent Billirat          | Divers gauche  | 196          | 0,39         |             |             |  |
|                | André Sarfati             | AÉI            | 193          | 0,38         |             |             |  |
|                | Annette Vigier            | LO             | 161          | 0,32         |             |             |  |
|                |                           |                |              |              |             |             |  |
| Inscrits       | Inscrits                  | Inscrits       | 83 701       | 100,00       | 83 694      | 100,00      |  |
| Abstentions    | Abstentions               | Abstentions    | 32 120       | 38,37        | 34 650      | 41,4        |  |
| Votants        | Votants                   | Votants        | 51 581       | 61,63        | 49 044      | 58,6        |  |
| Blancs et nuls | Blancs et nuls            | Blancs et nuls | 865          | 1,68         | 2 829       | 5,77        |  |
| Exprimés       | Exprimés                  | Exprimés       | 50 716       | 98,32        | 46 215      | 94,23       |  |

Le suppléant de Marie-Hélène Fabre était Bernard Tailhadès, responsable mutualiste, d'Armissan.

### Élections de 2017
|                                                                        |                                                                          |                           |                           |                          |                          |
|                                                                        |                                                                          | Premier tour 11 juin 2017 | Premier tour 11 juin 2017 | Second tour 18 juin 2017 | Second tour 18 juin 2017 |
|                                                                        |                                                                          |                           |                           |                          |                          |
|                                                                        |                                                                          | Nombre                    | % des inscrits            | Nombre                   | % des inscrits           |
| Inscrits                                                               | Inscrits                                                                 | 88 902                    | 100,00                    | 88 898                   | 100,00                   |
| Abstentions                                                            | Abstentions                                                              | 44 767                    | 50,36                     | 50 698                   | 57,03                    |
| Votants                                                                | Votants                                                                  | 44 135                    | 49,64                     | 38 200                   | 42,97                    |
|                                                                        |                                                                          |                           | % des votants             |                          | % des votants            |
| Bulletins blancs                                                       | Bulletins blancs                                                         | 864                       | 1,96                      | 3 450                    | 9,03                     |
| Bulletins nuls                                                         | Bulletins nuls                                                           | 336                       | 0,76                      | 1 595                    | 4,18                     |
| Suffrages exprimés                                                     | Suffrages exprimés                                                       | 42 935                    | 97,28                     | 33 155                   | 86,79                    |
|                                                                        |                                                                          |                           |                           |                          |                          |
| Candidat Étiquette politique (partis et alliances)                     | Candidat Étiquette politique (partis et alliances)                       | Voix                      | % des exprimés            | Voix                     | % des exprimés           |
|                                                                        |                                                                          |                           |                           |                          |                          |
|                                                                        | Alain Péréa La République en marche !                                    | 11 729                    | 27,32                     | 19 381                   | 58,46                    |
|                                                                        | Jean-François Daraud Front national                                      | 8 492                     | 19,78                     | 13 774                   | 41,54                    |
|                                                                        | Michel Py Les Républicains (Union des démocrates et indépendants)        | 6 842                     | 15,94                     |                          |                          |
|                                                                        | Marie-Hélène Fabre (députée sortante) Parti socialiste                   | 5 786                     | 13,48                     |                          |                          |
|                                                                        | Jean-Hugues Silberman La France insoumise                                | 5 244                     | 12,21                     |                          |                          |
|                                                                        | Xavier Verdejo Parti communiste français                                 | 1 296                     | 3,02                      |                          |                          |
|                                                                        | Marie-Laure Arripe Europe Écologie Les Verts                             | 1 025                     | 2,39                      |                          |                          |
|                                                                        | André Jacques Debout la France                                           | 586                       | 1,36                      |                          |                          |
|                                                                        | Laurence Funès Extrême droite (Union des Patriotes)                      | 493                       | 1,15                      |                          |                          |
|                                                                        | Gérard Lenfant Divers droite (Résistons)                                 | 305                       | 0,71                      |                          |                          |
|                                                                        | Renaud Laus Divers gauche (Nouvelle Donne)                               | 280                       | 0,65                      |                          |                          |
|                                                                        | Annette Vigier Lutte ouvrière                                            | 229                       | 0,53                      |                          |                          |
|                                                                        | Pierre Martinez Divers (Parti animaliste)                                | 224                       | 0,52                      |                          |                          |
|                                                                        | Maximilien Faivre Extrême droite (Souveraineté, identité et libertés)    | 143                       | 0,33                      |                          |                          |
|                                                                        | Dominique Coutard Divers (Union populaire républicaine)                  | 133                       | 0,31                      |                          |                          |
|                                                                        | Jordan Pérello Divers (Narbonne Unis)                                    | 128                       | 0,30                      |                          |                          |
|                                                                        | Aurore Debono Divers droite (Union des démocrates, radicaux et libéraux) | 0                         | 0,00                      |                          |                          |
| Source : Ministère de l'Intérieur - Deuxième circonscription de l'Aude |                                                                          |                           |                           |                          |                          |

La suppléante d'Alain Péréa était Marie-Lou Lajus, membre du PRG, adjointe au maire de Gruissan.

### Élections de 2022
| Résultats des élections législatives des 12 et 19 juin 2022 de la 2e circonscription de l'Aude |                          |                          |                          |              |              |             |             |
| Candidat                                                                                       | Candidat                 | Parti et coalition       | Nuance                   | Premier tour | Premier tour | Second tour | Second tour |
| Candidat                                                                                       | Candidat                 | Parti et coalition       | Nuance                   | Voix         | %            | Voix        | %           |
|                                                                                                | Frédéric Falcon          | RN                       | RN                       | 12 365       | 28,13        | 20 719      | 52,53       |
|                                                                                                | Alain Péréa              | LREM (ENS)               | ENS                      | 9 666        | 21,99        | 18 724      | 47,47       |
|                                                                                                | Viviane Thivent          | EELV (NUPES)             | NUP                      | 9 204        | 20,94        |             |             |
|                                                                                                | Quentin Estrade          | LC (UDC)                 | LR                       | 3 706        | 8,43         |             |             |
|                                                                                                | Edouard Rocher           | PRG                      | RDG                      | 3 303        | 7,52         |             |             |
|                                                                                                | Jean-François Daraud     | REC                      | REC                      | 2 015        | 4,58         |             |             |
|                                                                                                | Gérard Lenfant           | RES                      | DIV                      | 927          | 2,11         |             |             |
|                                                                                                | Valérie Montero-Valle    | MHAN                     | ECO                      | 846          | 1,92         |             |             |
|                                                                                                | Baptiste Vasseur         | EDD                      | DVG                      | 452          | 1,03         |             |             |
|                                                                                                | Francis Thomas           | LP (UPF)                 | DSV                      | 424          | 0,96         |             |             |
|                                                                                                | Cyril Cambon             | PA                       | ECO                      | 352          | 0,80         |             |             |
|                                                                                                | Fabien Mirabile          | EAC                      | ECO                      | 324          | 0,74         |             |             |
|                                                                                                | Annette Vigier           | LO                       | DXG                      | 281          | 0,64         |             |             |
|                                                                                                | Christian Calgaro        | LPDF                     | DVC                      | 87           | 0,20         |             |             |
| Votes valides                                                                                  | Votes valides            | Votes valides            | Votes valides            | 43 952       | 98,02        | 39 443      | 90,25       |
| Votes blancs                                                                                   | Votes blancs             | Votes blancs             | Votes blancs             | 643          | 1,43         | 3 102       | 7,10        |
| Votes nuls                                                                                     | Votes nuls               | Votes nuls               | Votes nuls               | 245          | 0,55         | 1 160       | 2,65        |
| Total                                                                                          | Total                    | Total                    | Total                    | 44 840       | 100          | 43 705      | 100         |
| Abstention                                                                                     | Abstention               | Abstention               | Abstention               | 47 787       | 51,59        | 48 947      | 52,83       |
| Inscrits / participation                                                                       | Inscrits / participation | Inscrits / participation | Inscrits / participation | 92 627       | 48,41        | 92 652      | 47,17       |

La suppléante de Frédéric Falcon était Laure-Emmanuelle Philippe, conseillère régionale d'Occitanie.

### Elections de 2024
| Candidat                 | Candidat                 | Parti et coalition       | Nuance                   | Premier tour | Premier tour | Second tour | Second tour |
| Candidat                 | Candidat                 | Parti et coalition       | Nuance                   | Voix         | %            | Voix        | %           |
| ------------------------ | ------------------------ | ------------------------ | ------------------------ | ------------ | ------------ | ----------- | ----------- |
|                          | Frédéric Falcon          | RN                       | RN                       | 29 212       | 48,12        | 33 573      | 58,22       |
|                          | Viviane Thivent          | LÉ (NFP)                 | UG                       | 15 795       | 26,02        | 24 092      | 41,78       |
|                          | Christine Breyton        | RE (ENS)                 | ENS                      | 11 727       | 19,32        | Retrait     | Retrait     |
|                          | Gérard Lenfant           | RES                      | DIV                      | 1 927        | 3,17         |             |             |
|                          | Alain Peyre              | REC                      | REC                      | 969          | 1,60         |             |             |
|                          | Alain Brun               | UDD                      | DVD                      | 654          | 1,08         |             |             |
|                          | Annette Vigier           | LO                       | EXG                      | 418          | 0,69         |             |             |
|                          | Nicole Grau              | POC (R&PS)               | REG                      | 0            | 0,00         |             |             |
|                          |                          |                          |                          |              |              |             |             |
| Votes valides            | Votes valides            | Votes valides            | Votes valides            | 60 702       | 96,47        | 57 665      | 91,37       |
| Votes blancs             | Votes blancs             | Votes blancs             | Votes blancs             | 1 312        | 2,09         | 3 952       | 6,26        |
| Votes nuls               | Votes nuls               | Votes nuls               | Votes nuls               | 910          | 1,45         | 1 492       | 2,36        |
| Total                    | Total                    | Total                    | Total                    | 62 924       | 100          | 63 109      | 100         |
| Abstention               | Abstention               | Abstention               | Abstention               | 29 908       | 32,22        | 29 737      | 32,03       |
| Inscrits / participation | Inscrits / participation | Inscrits / participation | Inscrits / participation | 92 832       | 67,78        | 92 846      | 67,97       |

La suppléante de Frédéric Falcon est Laure-Emmanuelle Philippe.